# ابوالحسن صدیقی
ابوالحسن صدیقی (۱۳ مهر ۱۲۷۶ – ۲۰ آذر ۱۳۷۴) مشهور به ابوالحسن‌خان صدیقی، نقاش و مجسمه‌ساز برجستهٔ ایرانی و از شاگردان کمال‌الملک بود.
تندیس فردوسی در میدان فردوسی، تندیس یعقوب لیث صفاری در زابل، تندیس خیام در پارک لالهٔ تهران، تندیس نادرشاه افشار در آرامگاه نادرشاه در مشهد و طرح چهرهٔ ابوعلی سینا از کارهای برجستهٔ وی هستند.
در سال ۱۳۹۴ فیلم مستند سرآمد به کارگردانی سید هادی موسوی دربارهٔ وی ساخته شد. این فیلم مستند هم‌زمان با مروری بر زندگی و آثار هنرمند، داستان بازگشت مجسمهٔ امیر کبیر به ایران را روایت می‌کند. این فیلم در هشتمین جشنوارهٔ بین‌المللی هنرهای تجسمی فجر و در مراسم یکصد و بیستمین سالگرد تولد استاد صدیقی در سینما تک موزهٔ هنرهای معاصر ایران به نمایش درآمد.

## زندگی
ابوالحسن‌خان صدیقی در سال ۱۲۷۶ خورشیدی در محلهٔ عودلاجان تهران به دنیا آمد. پدرش میرزا باقرخان صدیق‌الدوله پسر میرزا محمدرضاخان صدیق‌الدوله از اهالی نور مازندران بود، مادرش ملکه خانم از شاهزادگان قاجار و ملقب به شاجان. این خانواده سال‌ها پیش از زاده شدن ابوالحسن به تهران آمده بودند و ساکن عودلاجان شده بودند که آن زمان از مناطق اعیان‌نشین پایتخت بود. ابوالحسن در هفت سالگی به مدرسهٔ اقدسیه رفت که از مدارس جدید بود و سعیدالعلمای لاریجانی آن را بنیان گذاشته بود. پس از پایان آموزش ابتدایی، برای ادامه تحصیل به مدرسهٔ آلیانس رفت و در آن‌جا بدون این‌که استادی داشته باشد آغاز به نقاشی کرد؛ نقاشی‌های او روی دیوارهای مدرسه اعتراض مدیران مدرسه را در پی داشت.
هرچند خانواده اشرافی او آرزوهای دیگری برایش می‌پروراند و پدرش مایل نبود که فرزندش به نقاشی روی آورد، اما علاقهٔ بیش از اندازه ابوالحسن به نقاشی و طراحی او را بر آن داشت تا درس را در سال پایانی مدرسه رها کند و همراه دوستش علی‌محمد حیدریان نزد کمال‌الملک غفاری برود و در کلاس او در مدرسهٔ صنایع مستظرفه حاضر شود. پس از سه سال تحصیل در سال ۱۲۹۹ با درجهٔ ممتاز دیپلم گرفت و در همان مدرسه به‌عنوان آموزگار به آموزش هنرجویان پرداخت. شاگرد برجستهٔ او علی‌اکبر صنعتی در مورد این دوران می‌نویسد: [ابوالحسن] «... در کار هنرآفرینی آن‌چنان خوش می‌درخشد که به روایت مرحوم اسماعیل‌خان آشتیانی، آقا کمال‌الملک اغلب از سر طنز و تشویق شاگرد، او را آمیرزا ابوالحسن‌خان رقیب صدا می‌کرد!»

### مدرسهٔ صنایع مستظرفه

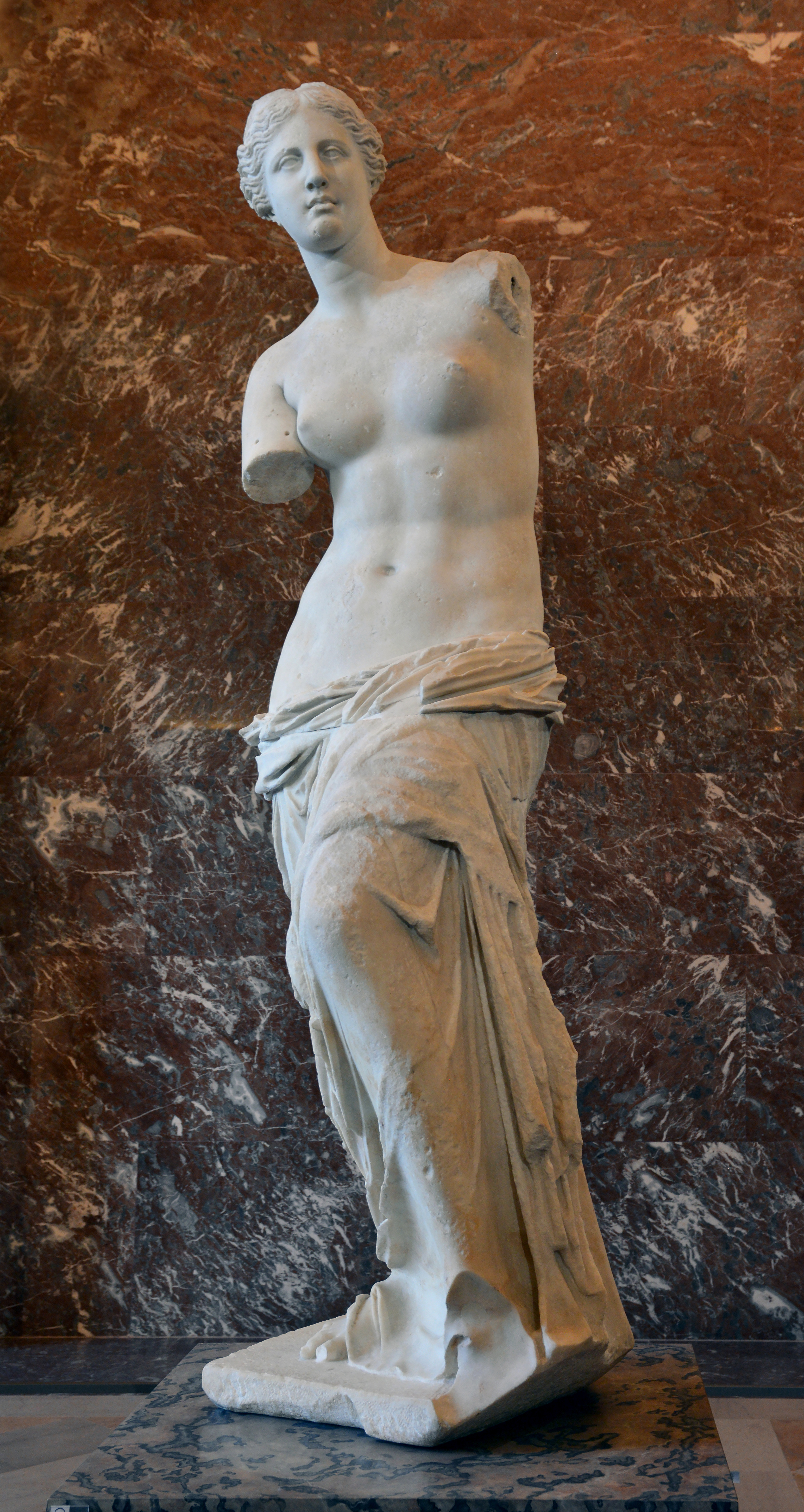
مجسمهٔ ونوس میلو در موزه لوور. صدیقی اولین مجسمهٔ سنگی خود را از روی عکسی از این مجسمه می‌سازد و به احمدشاه اهدا می‌کند که گم شده است.

میل مبهم درونی صدیقی را به سوی مجسمه‌سازی می‌کشاند و در حالی که در آن زمان هیچ استاد مجسمه‌سازی در ایران وجود نداشت و در هیچ‌کجا از جمله مدرسهٔ صنایع مستظرفه آموزش داده نمی‌شد، او در سال ۱۳۰۱ با وسایلی ابتدایی مجسمه‌ای گچی از نیم‌تنه کودکی می‌سازد و به کمال‌الملک عرضه می‌کند. کمال‌الملک با دیدن مجسمه متوجه استعداد صدیقی که اکنون دیگر یکی از آموزگاران نقاشی در مدرسه بود می‌شود و گلخانهٔ مدرسه را تبدیل به کارگاه مجسمه‌سازی می‌کند و صدیقی ضمن آموزش دادن نقاشی به تجربه‌اندوزی در زمینهٔ مجسمه‌سازی می‌پردازد و با خواندن کتاب‌هایی که کمال‌الملک از اروپا با خود آورده بود تا اندازه‌ای با جنبه‌های نظری مجسمه‌سازی نیز آشنا می‌شود.
پس از آن‌که چندین مجسمهٔ گچی می‌سازد و طی دو سه سال توانایی بایسته را پیدا می‌کند روزی از کمال‌الملک می‌خواهد که امکان ساختن مجسمه‌ای از سنگ را برای او فراهم کند؛ کمال‌الملک نخست مخالفت می‌کند و امکانات و تجربهٔ صدیقی را کافی نمی‌داند اما سرانجام می‌پذیرد و هزینهٔ خرید سنگ را تقبل می‌کند. صدیقی از روی عکسی از مجسمهٔ ونوس میلو کار ساختن مجسمهٔ ونوس را آغاز می‌کند و سرانجام در سال ۱۳۰۴ کار این مجسمهٔ سنگی به پایان می‌رسد. کمال‌الملک که متوجه استعداد کم‌نظیر شاگرد خود می‌شود، او را به همراه مجسمهٔ سنگی ونوس میلو به حضور احمدشاه می‌برد. در این دیدار احمدشاه پنجاه تومان که در آن زمان پول زیادی بود به کمال‌الملک می‌دهد و مقرری ماهانه‌ای به مبلغ ۲۰ تومان برای پیش‌برد، و تداوم کارهای صدیقی برای وی تعیین می‌کند؛ و کمال‌الملک نیز سرپرستی کارگاه تازه تأسیس شدهٔ مجسمه‌سازی مدرسهٔ صنایع مستظرفه را به او می‌سپارد.
در این دوران او مجسمه‌های بسیاری می‌سازد از جمله: مجسمهٔ گچی فردوسی، مجسمه‌های نیم‌تنه و تمام قد امیرکبیر، مجسمهٔ ابوالقاسم، مجسمهٔ الیاس دوره‌گرد و دلاک حمام. ماندگارترین مجسمهٔ این دوران، که در سال ۱۳۰۵ ساخته شده است، مجسمهٔ سیاه نی‌زن (حاج مقبل) است که از گچ فرنگی پتینه شده ساخته شده است و ارتفاع آن ۹۳ سانتی‌متر است و هم‌اکنون در موزهٔ هنرهای ملی نگه‌داری می‌شود.

### عزیمت به اروپا

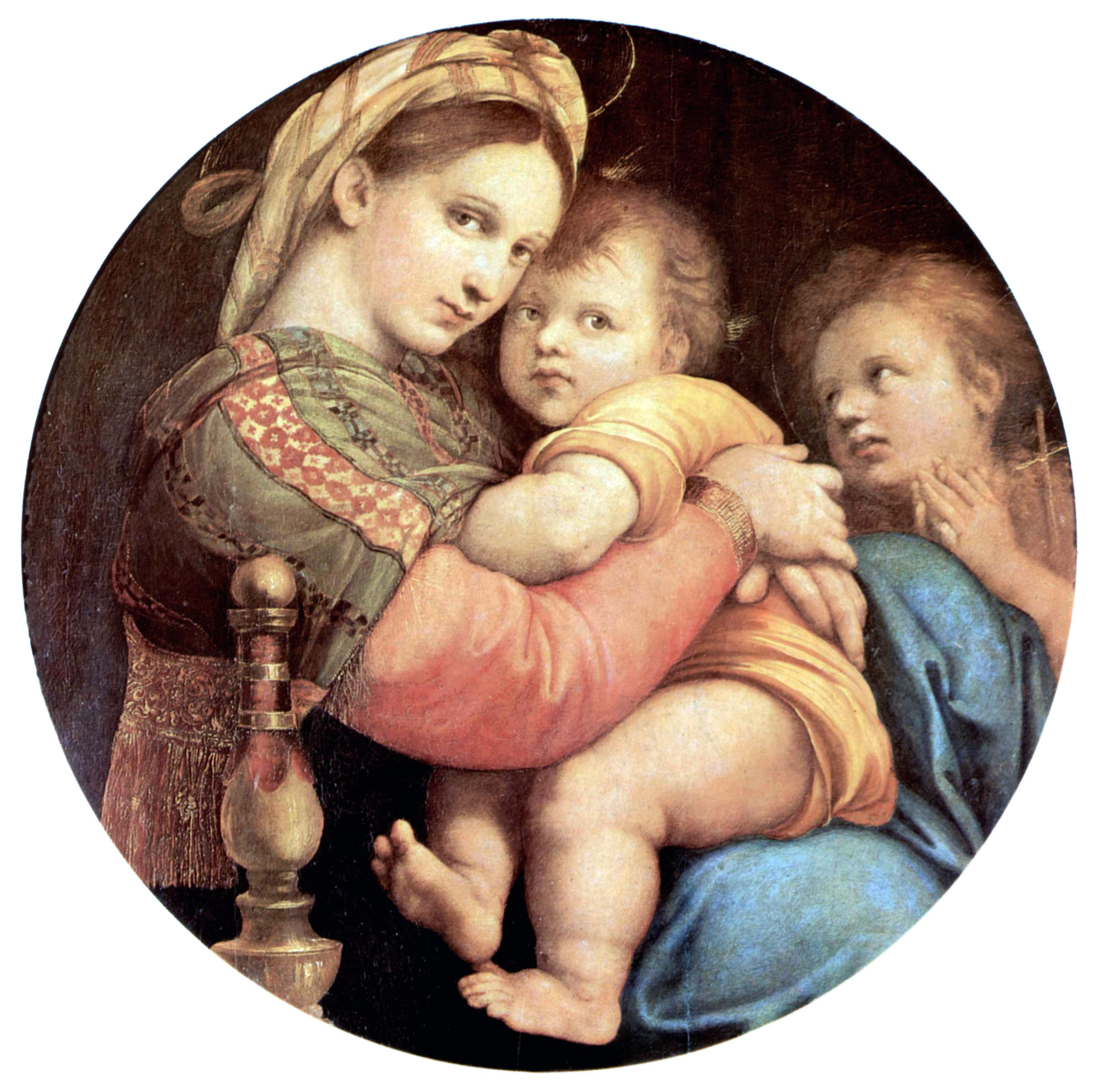
مدونا و مسیح اثر رافائل
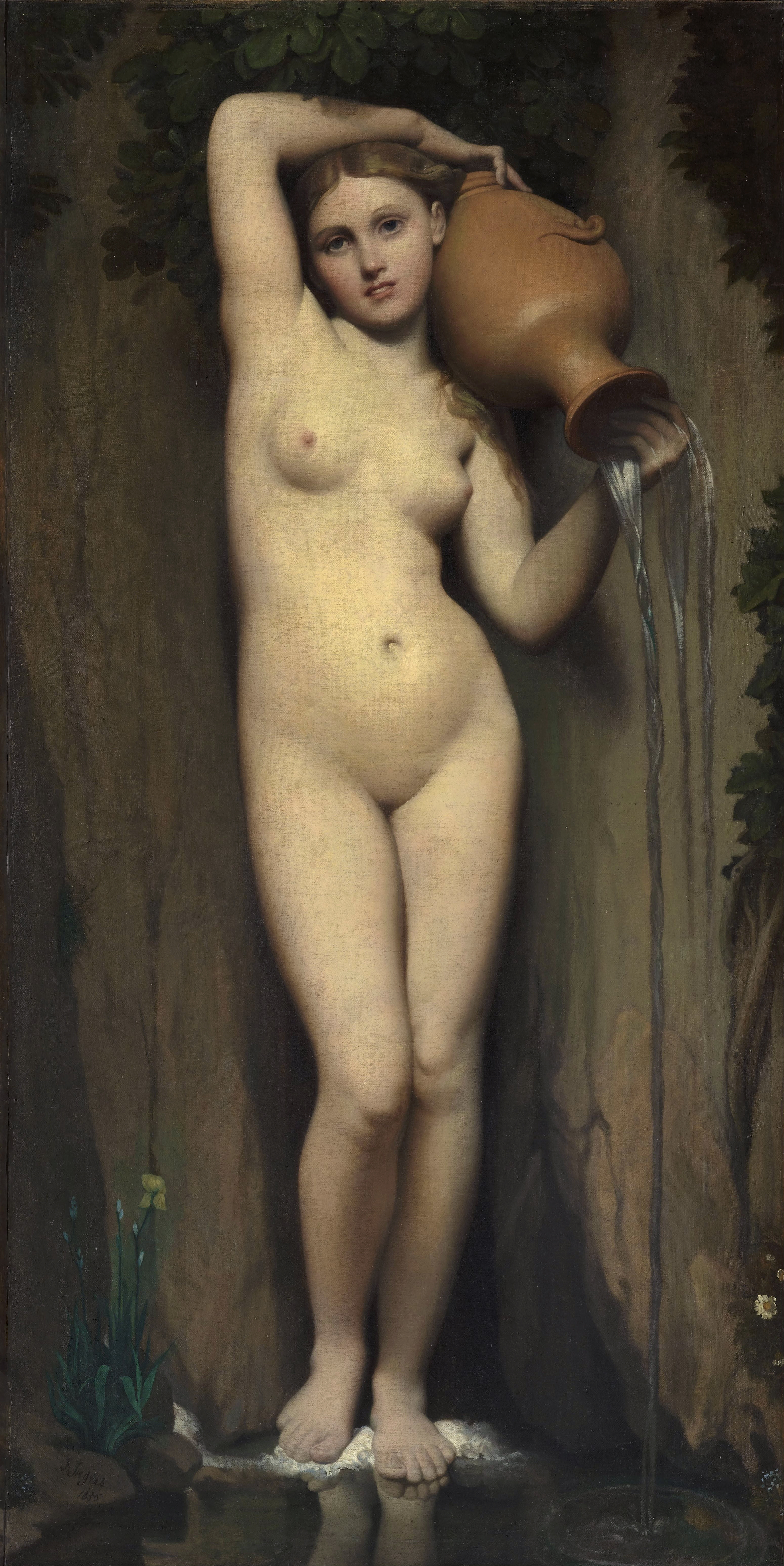
چشمه اثر انگر که ابوالحسن صدیقی کپی بسیار دقیقی از آن کشیده است.

در سال ۱۳۰۶ کمال‌الملک از تمامی مناصب خود کناره‌گیری و به حسین‌آباد نیشابور کوچ کرد. او هنگام ترک تهران به صدیقی پیشنهاد داد که به اروپا رفته و تحصیلات تکمیلی خود را در آنجا بگذراند؛ پولی را هم که کمال‌الملک در این مدت از محل دریافت مستمری احمدشاه برای‌اش پس‌انداز کرده بود به او داد. با کوچ استاد، شاگردان و معلمان مدرسه نیز پراکنده شدند. یک سال بعد در ۱۳۰۷ صدیقی با هزینهٔ شخصی از تهران به آستارا و از آن‌جا به باکو و مسکو و از طریق مسکو به فرانسه رفت. مدتی به چند کشور اروپایی سفر کرد و سرانجام به مدت چهار سال در مدرسهٔ عالی ملی هنرهای زیبای پاریس زیر نظر انژالبر به فراگیری و کسب تجربه در مجسمه‌سازی و حجاری پرداخت.
صدیقی که در فاصلهٔ دو جنگ جهانی در اروپا به سر می‌برد بیشتر وقت خود را به نقاشی می‌گذراند. او ۱۶۰ تابلو در این دوران کشید.

### بازگشت به کشور و ازدواج

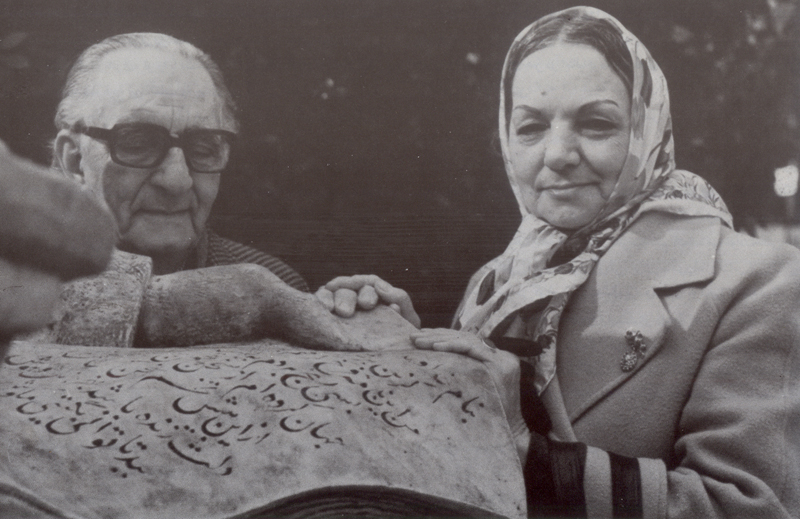
صدیقی و همسرش قدرت‌السادات میرفندرسکی در میدان فردوسی ویلا بورگز رم کنار مجسمهٔ فردوسی

در اسفند ۱۳۱۲ صدیقی با کوله‌باری از تجربه به کشور بازگشت؛ او چند ماه بعد در اردیبهشت ۱۳۱۳ با دختر خالهٔ خود قدرت‌السادات میرفندرسکی ازدواج کرد. با کسب اجازه از کمال‌الملک که در تبعید خودخواسته به‌سر می‌برد و با کمک دوست و هم‌کلاسی قدیمی‌اش علی‌محمد حیدریان دوباره مدرسهٔ هنرهای مستظرفه را دایر کرد. پس از مرگ کمال‌الملک در ۱۳۱۹ به دلایل نامعلومی این مدرسه تعطیل شد. اما بعد از مدتی مدرسه دیگری به نام مدرسهٔ هنرهای زیبا وابسته به وزارت فرهنگ تشکیل شد که صدیقی پس از مدتی سرانجام پذیرفت که در این مدرسهٔ جدید به تدریس بپردازد. این مدرسه بعد از تأسیس دانشگاه تهران تحت عنوان دانشکدهٔ هنرهای زیبا به کار خود ادامه داد و ریاست دپارتمان مجسمه‌سازی در این دانشکده به صدیقی سپرده شد.

### انجمن آثار ملی

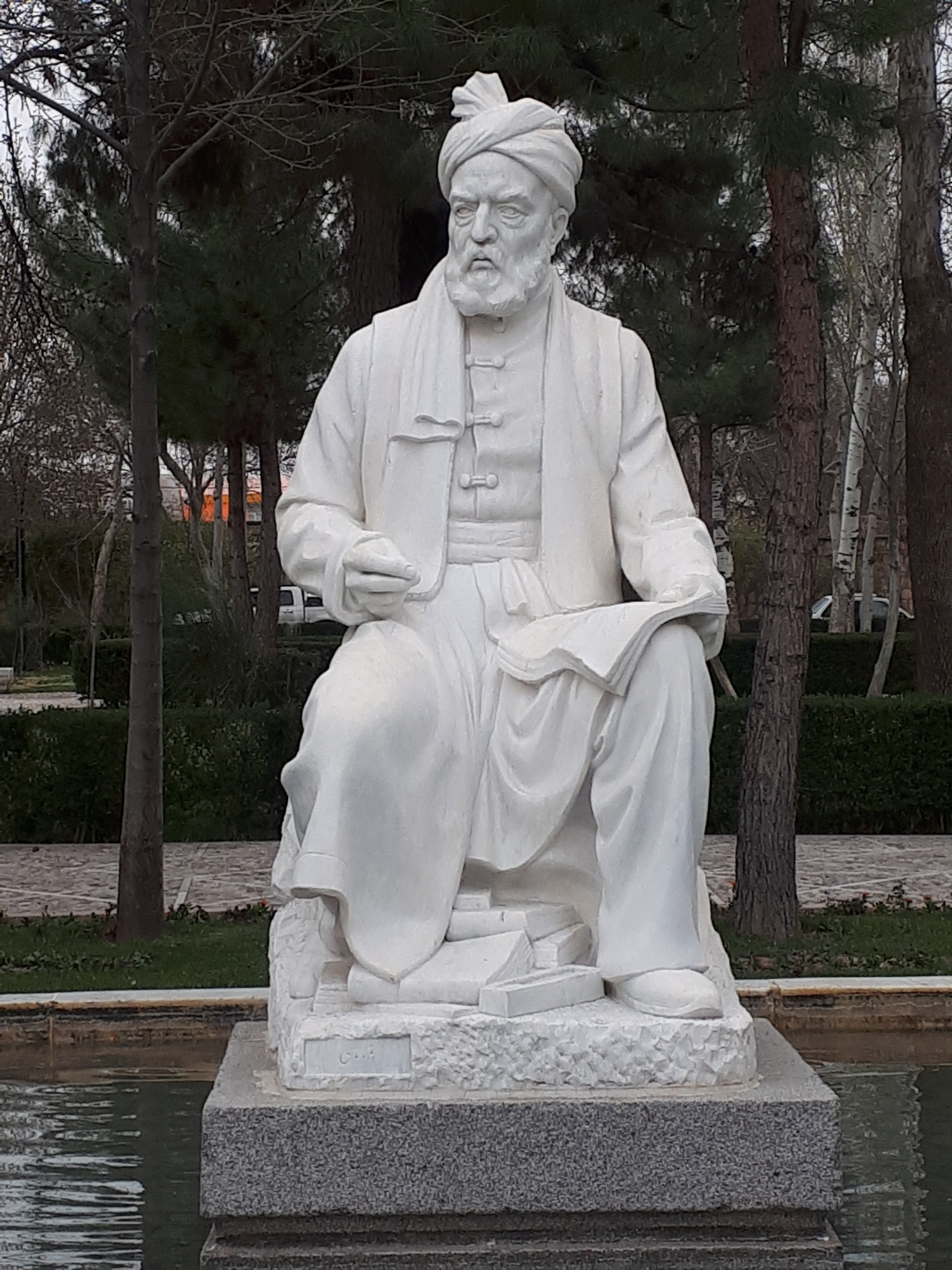
تندیس فردوسی در آرامگاهش، ساختهٔ حسن صدیقی

در سال ۱۳۲۹ صدیقی به انجمن آثار ملی پیوست. در این دوران او چهره‌نگاری از مشاهیر علمی و ادبی ایرانی را به انجام رساند و مجسمه‌های ماندگاری از این مشاهیر ساخت. چهره‌نگاری از سعدی، بوعلی سینا، فردوسی و حافظ حاصل این دوران است.
او سرانجام در سال ۱۳۴۰ از دانشگاه تهران بازنشسته شد، اما تمام هم و غم خود را به مجسمه‌سازی اختصاص داد. با سفر به ایتالیا موفق شد مجسمه‌های ماندگاری در ایتالیا بسازد. مجسمهٔ نادر و همراهش در آرامگاه نادرشاه مشهد و مجسمهٔ فردوسی در میدان فردوسی تهران و مجسمهٔ خیام پارک لاله تهران هم حاصل این سال‌هاست.

### سال‌های پایانی
در جریان انقلاب ۱۳۵۷ مجسمهٔ خیام آسیب جدی دید و به دلیل پرتاب سنگ به این مجسمه صورت و انگشتانش شکست. در روز ۲۲ بهمن ۱۳۵۷ نیز گروهی ناشناس سر مجسمهٔ فردوسی را از تن جدا کردند که بعدها مرمت شد. در هنگام وقوع انقلاب، صدیقی در ایتالیا در کار ساختن مجسمهٔ امیرکبیر بود؛ ماکت گچی مجسمه تمام شده بود که مسئولان دولت حکومت جدید از پرداخت هزینه‌های بعدی سرباز زدند و مجسمهٔ برنزی که قرار بود ساخته شود، هرگز ساخته نشد. این ماکت گچی که ۲۲۵ سانتی‌متر ارتفاع دارد توسط لورنزو نیکولوچی ریخته‌گری شده و ساخته شد؛ اما به دلیل تغییر دولت در ایران در سال ۵۷ انتقال آن به تهران منتفی شد. این مجسمه پس از ۳۳ سال در تاریخ ۱۹ مهر سال ۱۳۸۹ به همت شهرداری وقت تهران، طی مراسمی با حضور خانوادهٔ ایشان و مسئولان شهرداری در پارک ملت در فضای زیبایی نصب گردید. محل نصب آن پس از ورودی پارک ملت، کمی بالاتر به پله‌هایی می‌رسید که در دو سوی آن تندیس‌های جاودانهٔ مشاهیر ایران‌زمین خودنمایی می‌کند. درست در نقطه بالایی پله‌ها و در افق زیبایی که به چشم می‌آید، مجسمهٔ رشید و پرابهت امیرکبیر که ۳۳ سال پیش در کارگاه هنرمند ایتالیایی به دست ابوالحسن صدیقی ساخته و توسط لورنزو نیکولوچی ریخته‌گری شده، خود را نشان می‌دهد.
در سال ۱۳۷۰ کمیسیون ملی یونسکو در ایران تصمیم گرفت از آثار صدیقی عکس‌برداری کند و کتابی در این زمینه منتشر کند. کتاب در سال ۱۳۷۳ منتشر شد. صدیقی یک سال پس از انتشار این کتاب در ۲۰ آذر ۱۳۷۴ درگذشت.
صدیقی بعد از مدتی به ایران بازگشت و سال‌های پایانی را در سکوت و انزوا به‌سر برد. در ۸ تیر ۱۳۷۱ همسرش نیز درگذشت. صدیقی سرانجام در ۲۰ آذر ۱۳۷۴ در سن ۹۸ سالگی درگذشت و در قطعه هنرمندان بهشت زهرا به خاک سپرده شد.

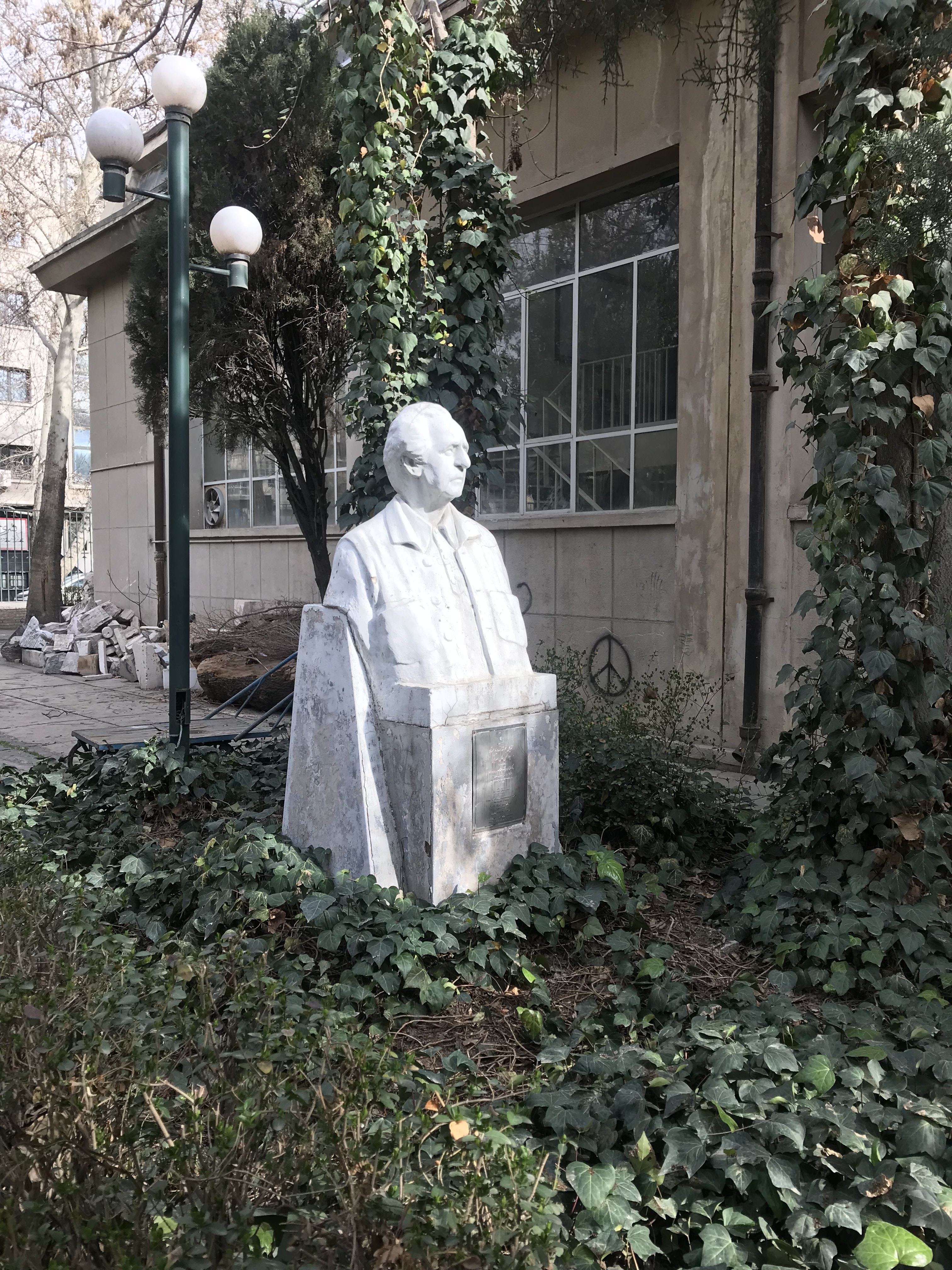
تندیس ابوالحسن خان صدیقی که کنار گذاشته شده و امروزه در راهرویی متروک، جنب سالن مجسمه‌سازی دانشگاه تهران قرار دارد.

پس از مرگ برای او مجالس بزرگ‌داشتی برگزار شد، همچنین سفارش ساخت مجسمه‌ای از او به فرزندش فریدون صدیقی داده شد که این تندیس نیم‌تنه هم‌اکنون در دانشکدهٔ هنرهای زیبا قرار دارد؛ تندیس مزبور اکنون در راهروی متروک جنب سالن مجسمه‌سازی دانشگاه تهران افتاده است. در سال ۱۳۸۸ نیز تندیس نیم‌تنه دیگری از این هنرمند در جزیره کیش و در قطعه گذر هنرمندان برپا گردید.

## آثار

### مجسمه‌ها

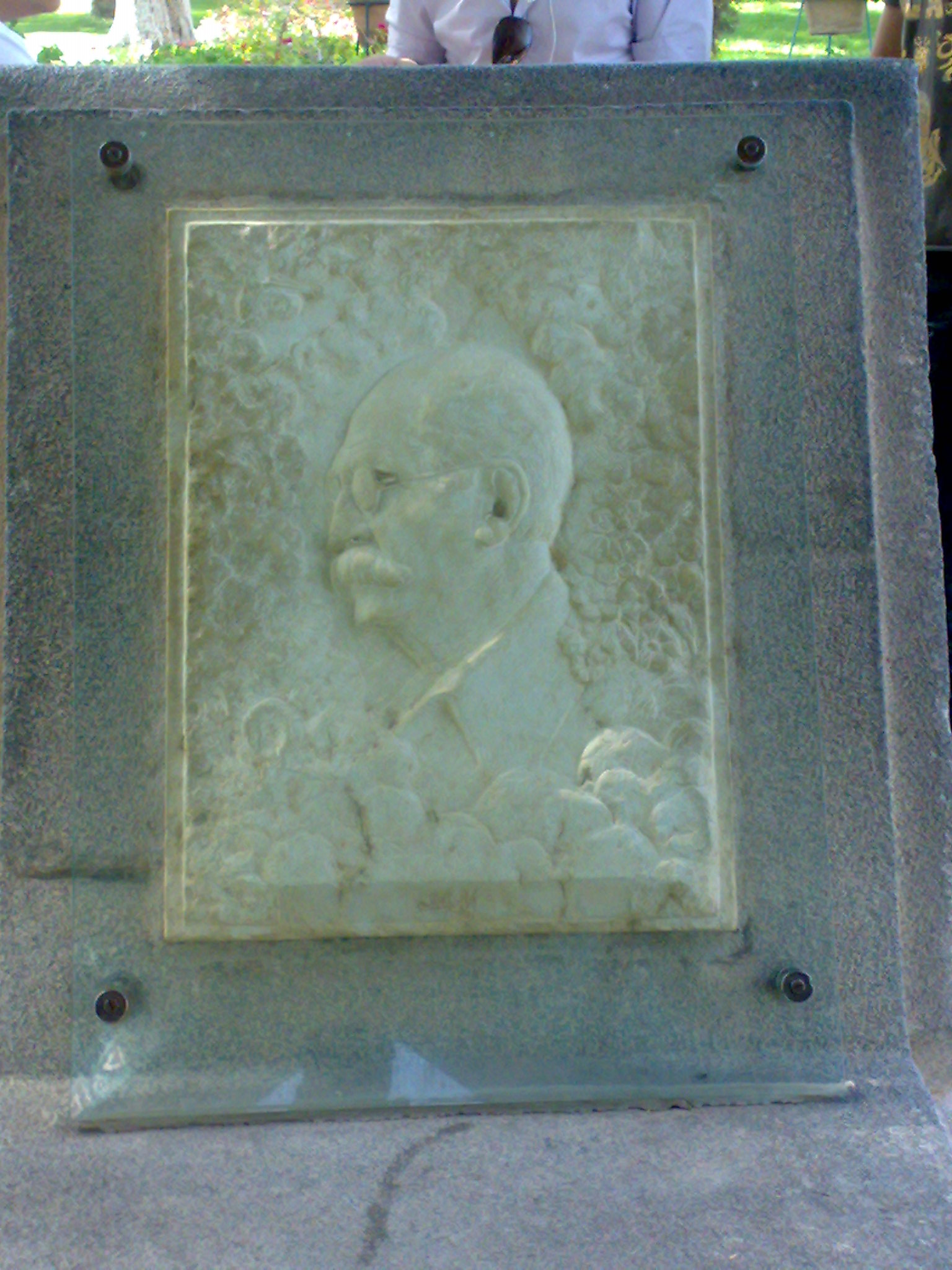
نقش برجسته روی آرامگاه کمال الملک در نیشابور

گوستینوس آمبروزی مجسمه‌ساز ایتالیایی در دیدار از مجسمهٔ فردوسی در ویلا بورگز رم در دفتر یادبود می‌نویسد:
«دنیا بداند، من خالق مجسمهٔ فردوسی را میکل آنژ ثانی شرق شناختم. میکل آنژ بار دیگر در مشرق زمین متولد شده است.»
ابوالحسن صدیقی مجموعاً ۸۳ مجسمه ساخته است که از بین آن‌ها، تعدادی که اطلاعات دقیقی در موردشان ثبت شده، در فهرست زیر آمده است؛ علاوه بر آن او به ساخت مجسمه‌هایی از سرشناسان معاصر ایران نیز پرداخته است. از جمله مجسمهٔ رضاشاه و محمدرضا پهلوی و تقی‌زاده (برای مجلس شورای ملی) دکتر حبیبی (یکی از رؤسای دانشکده کشاورزی)، بیات، کاشف‌السلطنه (مجسمه در لاهیجان است) تندیس کریم ساعی، امام قلی خان (حاکم فارس در زمان شاه عباس صفوی) در میدان مرکزی شهر قشم.

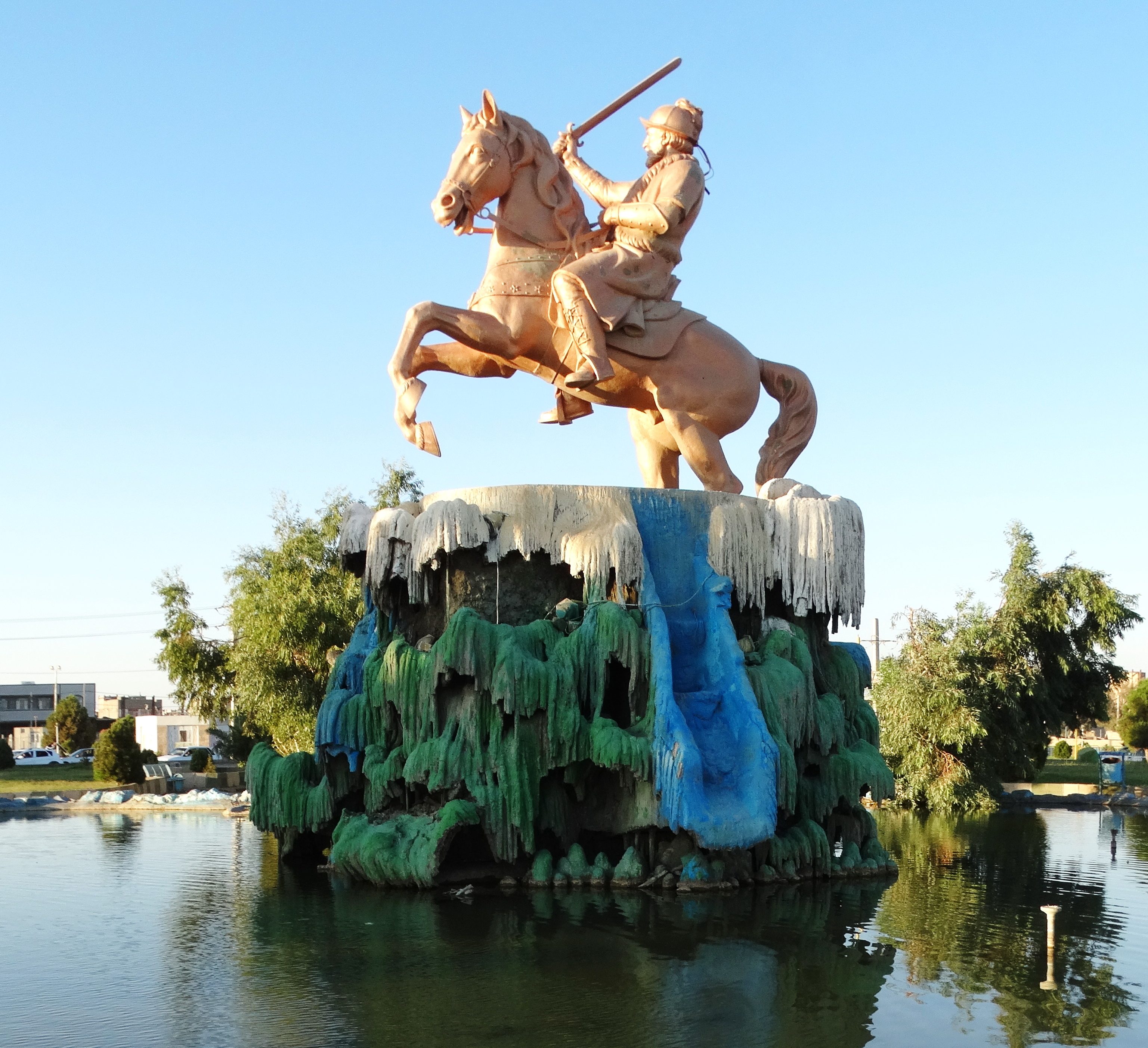
مجسمهٔ امیر یعقوب لیث صفاری در زابل

| سال  | نام                                        | جنس                 | ارتفاع (سانتی‌متر) | محل نگهداری                     |
| ---- | ------------------------------------------ | ------------------- | ----------------- | ------------------------------- |
| ۱۳۰۳ | نیم‌تنهٔ دختربچه                             | گچ فرنگی            | ۲۰                | مجموعهٔ خصوصی                    |
| ۱۳۰۵ | سیاه نی‌زن (حاج مقبل)                       | گچ فرنگی پتینه شده  | ۹۳                | موزه هنرهای ملی                 |
| ۱۳۰۵ | نیم‌تنهٔ حاج مقبل                            | گچ فرنگی پتینه شده  | ۶۳                | موزهٔ هنرهای ملی                 |
| ۱۳۰۷ | نیم‌تنهٔ زن جوان                             | سنگ مرمر یزد        | ۳۵                | مجموعهٔ خصوصی                    |
| ۱۳۱۲ | نیم‌تنهٔ پیرمرد                              | گچ فرنگی            | ۶۷                | مجموعهٔ خصوصی                    |
| ۱۳۱۲ | نیم‌تنهٔ جوان (ابوالقاسم)                    | گچ فرنگی            | ۶۴                | مجموعهٔ خصوصی                    |
| ۱۳۱۲ | نیم‌تنهٔ خدمتکار خانه (ننه حسین)             | گچ فرنگی پتینه شده  | ۳۰                | مجموعهٔ خصوصی                    |
| ۱۳۱۲ | نیم‌تنهٔ پیرمرد                              | سنگ مرمر یزد        | ۵۱                | مجموعه خصوصی                    |
| ۱۳۱۲ | مجسمهٔ فردوسی سوار بر سیمرغ                 | گچ                  | ۱۶۰               | از میان رفته!                   |
| ۱۳۱۳ | نیم‌تنهٔ ابوالقاسم فردوسی                    | گچ                  | ۷۰                | از میان رفته!                   |
| ۱۳۱۷ | نیم‌تنهٔ نادرشاه                             | سنگ مرمر یزد        | ۷۰                | موزه توس مشهد                   |
| ۱۳۱۹ | مادر استاد (شاجان)                         | گچ فرنگی پتینه شده  | ۳۳                | مجموعهٔ خصوصی                    |
| ۱۳۲۱ | چهار نقش برجسته از قضات ایران              | سنگ سفید سپری       | ۱۸۰×۹۰            | کاخ دادگستری تهران              |
| ۱۳۲۲ | میرزا تقی‌خان امیرکبیر                      | گچ فرنگی پتینه شده  | ۲۲۰               | مدرسه دارالفنون                 |
| ۱۳۲۳ | بانوی عدالت                                | سنگ مرمریت          | ۲۲۰               | کاخ دادگستری تهران              |
| ۱۳۲۵ | نقش برجستهٔ سه خوان از شاهنامه فردوسی       | سنگ سپری            | ۸۵×۴۳۰            | سردر زورخانه بانک ملی ایران     |
| ۱۳۳۰ | شیخ اجل سعدی                               | سنگ مرمریت          | ۲۸۵               | میدان سعدی شیراز                |
| ۱۳۳۳ | حکیم ابوعلی سینا                           | سنگ مرمریت          | ۲۸۵               | میدان آرامگاه ابوعلی سینا همدان |
| ۱۳۳۵ | نادرشاه و سربازانش                         | ریخته‌گری برنز سوخته | ۷ متر             | آرامگاه نادرشاه مشهد            |
| ۱۳۳۷ | نیم‌تنهٔ برادر استاد                         | گچ فرنگی            | ۴۴                | مجموعهٔ خصوصی                    |
| ۱۳۴۷ | نقش برجستهٔ نیم‌رخ کمال‌الملک                 | سنگ مرمریت          | ۶۰×۶۵             | آرامگاه کمال الملک، نیشابور     |
| ۱۳۴۷ | حکیم ابوالقاسم فردوسی                      | سنگ مرمر کارارا     | ۱۸۵               | میدان فردوسی ویلا بورگز رم      |
| ۱۳۴۸ | حکیم ابوالقاسم فردوسی                      | سنگ مرمر کارارا     | ۱۸۵               | آرامگاه فردوسی توس              |
| ۱۳۴۹ | نیم‌تنهٔ خیام                                | سنگ مرمر کارارا     | ۹۰                | آرامگاه خیام نیشابور            |
| ۱۳۵۰ | حکیم ابوالقاسم فردوسی                      | سنگ مرمر کارارا     | ۳ متر             | میدان فردوسی تهران              |
| ۱۳۵۴ | حکیم عمر خیام                              | سنگ مرمر کارارا     | ۱۸۵               | پارک لاله تهران                 |
| ۱۳۵۵ | ماکت امیرکبیر                              | گچی                 | ۲۲۵               | ریخته‌گری میلان ایتالیا          |
| ۱۳۵۶ | مجسمهٔ سواره یعقوب لیث صفاری (شهره به رستم) | برنز                | ۴۵۰               | میدان مرکزی زابل                |
| ۱۳۵۷ | مجسمهٔ امیر کبیر                            | برنز                | ؟                 | پارک ملت تهران                  |

### نقاشی‌ها
صدیقی نقاش آثار برجسته‌ای از خود به‌جا گذاشته و طرح‌های او از چهرهٔ بزرگان ادبیات کهن فارسی چهرهٔ آنان را تثبیت کرده است. علاوه بر آن دو تابلو از وی در موزه سعدآباد بوده و یک تابلو بزرگ به طول ۷ متر و ارتفاع ۳ متر از او در سفارت ایران در پاریس است. این تابلو چهرهٔ اولین ایلچی‌خان ایران (سفیر ایران) در دربار لویی شانزدهم است.
وی در سال‌هایی که در اروپا بود، ضمن نقاشی از مناظر اروپا، به منظور فراگرفتن شیوه استادان نقاشیِ اروپائی، در موزهٔ لوور از روی آثار رافائل، رامبرانت، روبنس و انگر تابلوهایی با شباهت بسیار به اصلِ آثار کپی کرده است. تابلوی روبنس بر اثر سهل‌انگاری از بین رفته است، اما کپی درخشان او از تابلوی مریم و عیسی اثر رافائل در اختیار فرزند او، فریدون صدیقی است. به گفته وی، این هنرمند «یک تابلوی تمام قد فرشته دختر چشمه (سورس) دارد و چون این تابلو خیلی عریان است، آدم هر جایی نمی‌تواند آن را نمایش دهد!»
صدیقی اغلب تابلوهای خود را با تکنیک آب‌رنگ و رنگ روغن کشیده است.

#### طرح‌ها

چهرهٔ ابوعلی‌سینا به صورت سیاه قلم روی کاغذ (سال ۱۳۲۴) که هم‌کنون به عنوان چهرهٔ رسمی ابوعلی سینا شناخته شده است.

طرح‌های صدیقی از بزرگان ادبیات فارسی به عنوان طرح‌های تثبیت شده‌ای از چهره آنان رواج پیدا کرده است. به‌ویژه طرح چهرهٔ بوعلی سینا و سعدی و فردوسی.
در مورد طراحی چهرهٔ ابن‌سینا، در سال ۱۳۲۳ گروهی کارشناس تشکیل می‌شود و طراحی چهره به عهدهٔ ابوالحسن صدیقی گذاشته می‌شود؛ او در اردیبهشت ۱۳۲۴ تصویری تمام چهره با قلم سیاه طراحی کرد و در بیست و یکمین جلسهٔ انجمن آثار ملی این تصویر تصویب شد و بر روی اوراق بخت‌آزمائی ابن‌سینا چاپ شد. در دی ۱۳۲۷ طرح نیم‌رخ همان طرح تمام‌رخ نیز توسط صدیقی کشیده شد و در چاپ تمبر و مدال و موارد مشابه مورد استفاده قرار گرفت. در سال ۱۳۲۸ گروه شش نفری که در آن هوشنگ سیحون و ابوالحسن صدیقی نیز حضور داشتند برای نبش قبر بوعلی سینا به همدان رفتند، پس از نبش قبر جمجمهٔ بوعلی سینا مورد بازدید این افراد قرار گرفت. پس از ساختن آرامگاه جدید بوعلی استخوان‌های او بار دیگر در آرامگاه جدید به خاک سپرده شد. پس از آن صدیقی از طرف انجمن آثار ملی مأموریت پیدا کرد که مجسمه‌ای از بوعلی سینا بسازد؛ این مجسمه نیز در ۱۳۳۳ ساخته شد و هم‌اکنون در میدان بوعلی سینا در شهر همدان قرار دارد.
| سال  | نام                                      | نوع               | ابعاد  |
| ---- | ---------------------------------------- | ----------------- | ------ |
| ۱۳۰۹ | پرترهٔ هنرمند در جوانی، فلورانس ایتالیا   | مدادرنگی روی کاغذ | ۳۰×۲۰  |
| ۱۳۱۰ | پرترهٔ هنرمند در جوانی، پاریس             | آب مرکب روی کاغذ  | ۲۴×۱۶  |
| ۱۳۱۰ | چشم‌اندازی از فلورانس، ایتالیا            | سیاه قلم روی کاغذ | ۲۵×۱۵  |
| ۱۳۱۰ | اسکله گوندوله‌ها در ونیز، ایتالیا         | سیاه قلم روی کاغذ | ۲۰×۱۵  |
| ۱۳۱۰ | لنگرگاه مخصوص گوندوله‌ها در ونیز، ایتالیا | سیاه قلم روی کاغذ | ۲۰×۱۵  |
| ۱۳۲۴ | چهرهٔ ابوعلی سینا                         | سیاه قلم روی کاغذ |        |
| ۱۳۲۸ | نیمرخ بوعلی سینا                         | سیاه قلم روی کاغذ | ۳۵×۴۸  |
| ۱۳۲۸ | پرترهٔ سعدی                               | سیاه قلم روی کاغذ | ۳۵×۴۸  |
| ۱۳۳۰ | پرترهٔ زن جوان، رم ایتالیا                | مدادرنگی روی کاغذ | ۲۱×۲۱  |
| ۱۳۵۰ | پرترهٔ حافظ                               |                   | ۱۱۰×۷۰ |

#### رنگ روغن
| سال  | نام                                                                                    | ابعاد |
| ---- | -------------------------------------------------------------------------------------- | ----- |
| ۱۳۰۳ | پرترهٔ ننه حسین، خدمتکار باوفای مادر استاد                                              | ۴۰×۳۲ |
| ۱۳۰۴ | پرترهٔ خواهر استاد                                                                      | ۵۵×۴۶ |
| ۱۳۰۶ | کپی از تابلوی مریم و عیسی اثر رافائل                                                   | ۸۵×۸۵ |
| ۱۳۰۶ | پرترهٔ مریم، استاد علی‌محمد حیدریان و استاد ابوالحسن صدیقی (پروژهٔ دیپلم مدرسهٔ کمال‌الملک) | ۴۵×۳۰ |
| ۱۳۰۷ | منظره‌ای از لتیان، اطراف تهران                                                          | ۵۰×۳۳ |
| ۱۳۰۷ | شمایل علی                                                                              | ۴۰×۳۰ |
| ۱۳۰۷ | منظره‌ای از دهکدهٔ دماوند                                                                | ۵۰×۳۳ |
| ۱۳۰۷ | پرترهٔ هنرمند در جوانی                                                                  | ۵۵×۴۸ |
| ۱۳۰۹ | پرترهٔ هنرمند در جوانی، فلورانس ایتالیا                                                 | ۲۷×۱۸ |
| ۱۳۰۹ | دو چشم‌انداز از میدان سان مارکو ونیز-ایتالیا                                            | ۴۱×۳۴ |
| ۱۳۰۹ | پرترهٔ هنرمند در جوانی، ونیز- ایتالیا                                                   | ۸۲×۶۵ |
| ۱۳۰۹ | دهکده‌ای کنار رود سن- پاریس                                                             |       |
| ۱۳۰۹ | پرترهٔ هنرمند در ونیز- ایتالیا                                                          | ۴۰×۳۳ |
| ۱۳۰۹ | دهکده‌ای در نزدیکی فلورانس- ایتالیا                                                     | ۴۵×۳۵ |
| ۱۳۰۹ | چشم‌اندازی از جنوب فرانسه                                                               |       |
| ۱۳۰۹ | رخت‌شوی‌خانه‌ای در پاریس                                                                  | ۴۲×۳۵ |
| ۱۳۰۹ | پرترهٔ هنرمند در مارسی- فرانسه                                                          | ۷۰×۵۵ |
| ۱۳۱۰ | پرترهٔ هنرمند در جوانی                                                                  | ۳۳×۲۵ |
| ۱۳۱۰ | کپی از یک اثر رامبراند (تصویر خود رامبراند)                                            | ۵۶×۳۵ |
| ۱۳۱۲ | پرترهٔ همسر هنرمند (نیمه‌کاره)                                                           | ۷۰×۵۳ |
| ۱۳۳۷ | اقامت‌گاه هنرمند در مونتی‌پاریولی- رم – ایتالیا                                          | ۴۰×۳۰ |
| ۱۳۳۹ | چشم‌اندازی از مونتی‌پاریولی- رم- ایتالیا                                                 | ۸۴×۶۲ |
| ۱۳۵۵ | چشم‌اندازی از مونتی‌پاریولی- رم- ایتالیا                                                 | ۵۰×۳۵ |

#### آب‌رنگ
| سال  | نام                                                  | ابعاد |
| ---- | ---------------------------------------------------- | ----- |
| ۱۳۰۷ | کلیسای نتردام، پاریس                                 | ۲۹×۲۱ |
| ۱۳۰۸ | چشم‌انداز یک پارک در پاریس                            | ۳۰×۲۲ |
| ۱۳۰۸ | منظره‌ای خارج از پاریس                                | ۵۲×۳۸ |
| ۱۳۰۹ | چشم‌اندازی از رود سِن- پاریس                           | ۳۰×۲۲ |
| ۱۳۰۹ | دورنمایی از شهر قدیمی ونیز- ایتالیا                  | ۵۳×۳۸ |
| ۱۳۰۹ | چشم‌اندازی از دهانهٔ ورودی کانال گرانده- ونیز- ایتالیا | ۵۴×۳۸ |
| ۱۳۰۹ | منظره‌ای نزدیک مارسی- فرانسه                          | ۴۹×۳۹ |
| ۱۳۰۹ | چشم‌اندازی از جنوب فرانسه                             | ۵۷×۴۲ |
| ۱۳۰۹ | یکی از لنگرگاه‌های ونیز- ایتالیا                      | ۲۹×۲۱ |
| ۱۳۰۹ | چشم‌اندازی از محله‌ای قدیمی در شهر پاریس               | ۵۲×۴۲ |
| ۱۳۰۹ | دورنمایی از طبیعت- جنوب فرانسه                       | ۳۰×۲۲ |
| ۱۳۰۹ | دهکده‌ای در نزدیکی پاریس                              | ۳۰×۲۲ |
| ۱۳۰۹ | منظره‌ای از اطراف پاریس                               | ۲۹×۲۲ |
| ۱۳۰۹ | دورنمایی از اطراف پاریس                              | ۵۱×۳۹ |
| ۱۳۰۹ | چشم‌انداز محله‌ای قدیمی در شهر پاریس                   | ۳۰×۲۲ |
| ۱۳۰۹ | دورنمای محله‌ای قدیمی در شهر پاریس                    | ۴۶×۴۱ |
| ۱۳۰۹ | دورنمای محله‌ای قدیمی در شهر پاریس                    | ۵۲×۴۲ |
| ۱۳۱۰ | دورنمای کلیسایی در ونیز- ایتالیا                     | ۳۰×۲۲ |
| ۱۳۱۰ | دورنمایی از ونیز- ایتالیا                            | ۳۰×۲۲ |
| ۱۳۱۰ | دورنمایی از سان مارکو- ونیز- ایتالیا                 | ۵۴×۳۸ |
| ۱۳۱۰ | دورنمایی از بندر ونیز- ایتالیا                       | ۵۴×۳۸ |
| ۱۳۱۰ | پلی بر رود سن- پاریس                                 | ۵۲×۴۲ |
| ۱۳۱۰ | دورنمای محله‌ای قدیمی در شهر پاریس                    | ۵۲×۴۲ |
| ۱۳۱۰ | منظره‌ای از رود سن- پاریس                             | ۵۲×۴۲ |
| ۱۳۱۰ | چشم‌اندازی از ونیز- ایتالیا                           | ۵۴×۳۸ |
| ۱۳۱۰ | چشم‌اندازی از رود سن- پاریس                           | ۵۲×۴۲ |
| ۱۳۱۰ | دورنمای محله‌ای قدیمی در شهر پاریس                    | ۵۴×۳۸ |
| ۱۳۱۰ | چشم‌اندازی از جنوب فرانسه                             | ۵۴×۳۸ |
| ۱۳۱۰ | میدان سن مارکو- ونیز- ایتالیا                        | ۳۰×۲۲ |
| ۱۳۱۰ | کلیسایی در شهر پاریس                                 | ۲۵×۱۵ |
| ۱۳۳۰ | پل سن مارتین و کانال گرانده- ونیز- ایتالیا           | ۲۹×۲۱ |

### آثار از میان رفته
- ۱۳۰۴ - مجسمهٔ سنگی «ونوس میلو» اولین مجسمهٔ سنگی ساخته شده توسط صدیقی که به احمدشاه اهدا شده بود هرگز یافت نشد.[۶]
- ۱۳۱۲ - مجسمهٔ گچی فردوسی سوار بر سیمرغ (با همکاری حسنعلی وزیری). ارتفاع حدود ۱۶۰ سانتی‌متر.[۲۵]
- ۱۳۱۳ -نیم‌تنهٔ گچی حکیم ابولقاسم فردوسی. ارتفاع: ۷۰ سانتی‌متر.[۲۶]
- تندیس تمام‌قد ملک المتکلمین از سنگ مرمر. (تا سال ۱۳۷۸ در پارک شهر قرار داشت و پس از آن به انبار سازمان پارک‌ها منتقل شد. در خرداد سال ۱۳۸۵ اعلام شد این مجسمه گم شده است.[۲۷]

## نشان‌ها و افتخارات
- هنگام پرده‌برداری مجسمهٔ فردوسی در ویلا بورگز رم رئیس‌جمهور وقت ایتالیا کورونسکی نشان «کومن داتور» که نشان اول هنر در ایتالیا را به او هدیه داد.[۲۸]

## نگارخانه

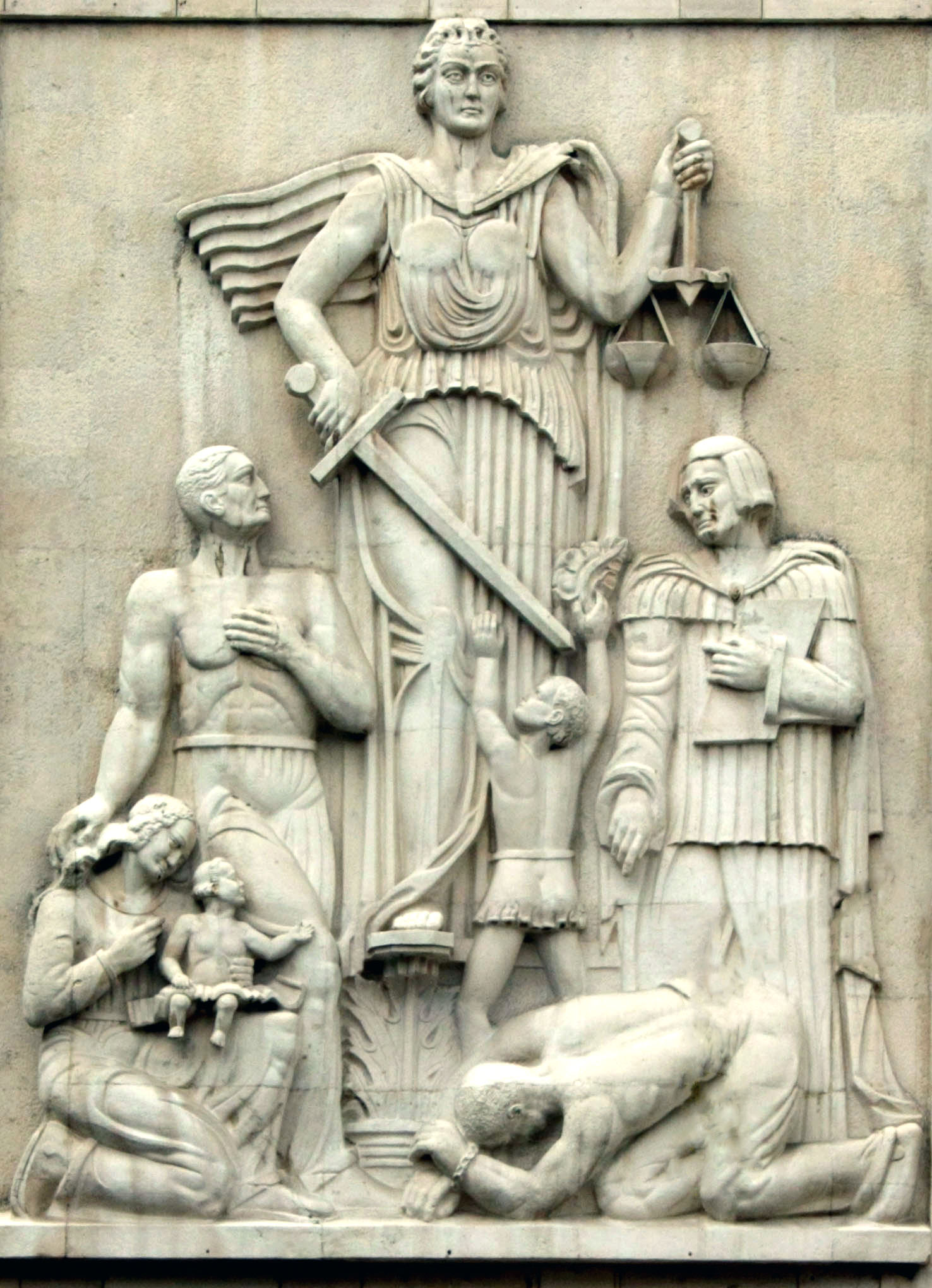
نقش برجسته بانوی عدالت در کاخ دادگستری تهران
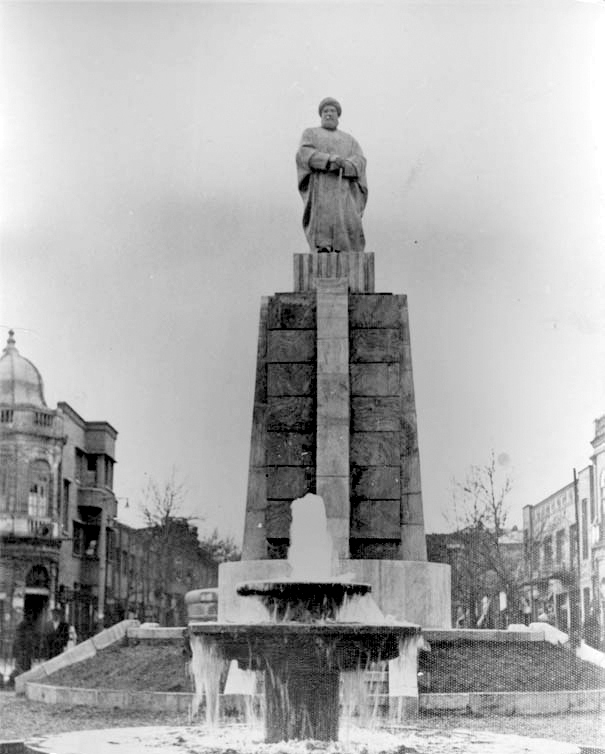
تندیس ملک‌المتکلمین در میدان حسن‌آباد
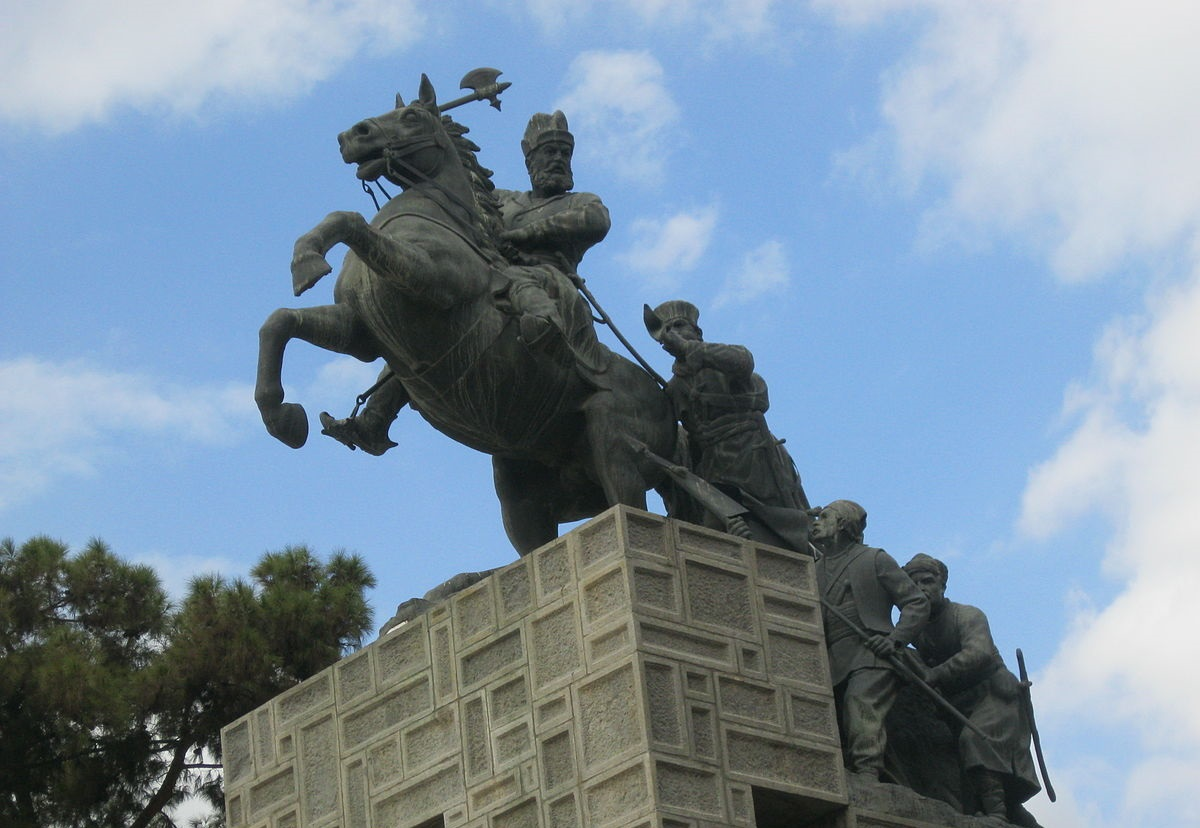
تندیس نادرشاه افشار در آرامگاه نادرشاه افشار مشهد، سال ۱۳۴۲